# Стадсканал
Стадсканал (нід. Stadskanaal, нід. вимова: [ˌstɑtskaːˈnaːl] ( прослухати)) — муніципалітет і місто у Нідерландах, у провінції Гронінген.

## Населені пункти муніципалітету
Місто
- Стадсканал

Села
- Алтевер
- Копстюккен
- Мюссел
- Мюсселканал
- Онстведде
- Сересдорп

Селища
- Вледдервен
- Смерлінг

## Галерея

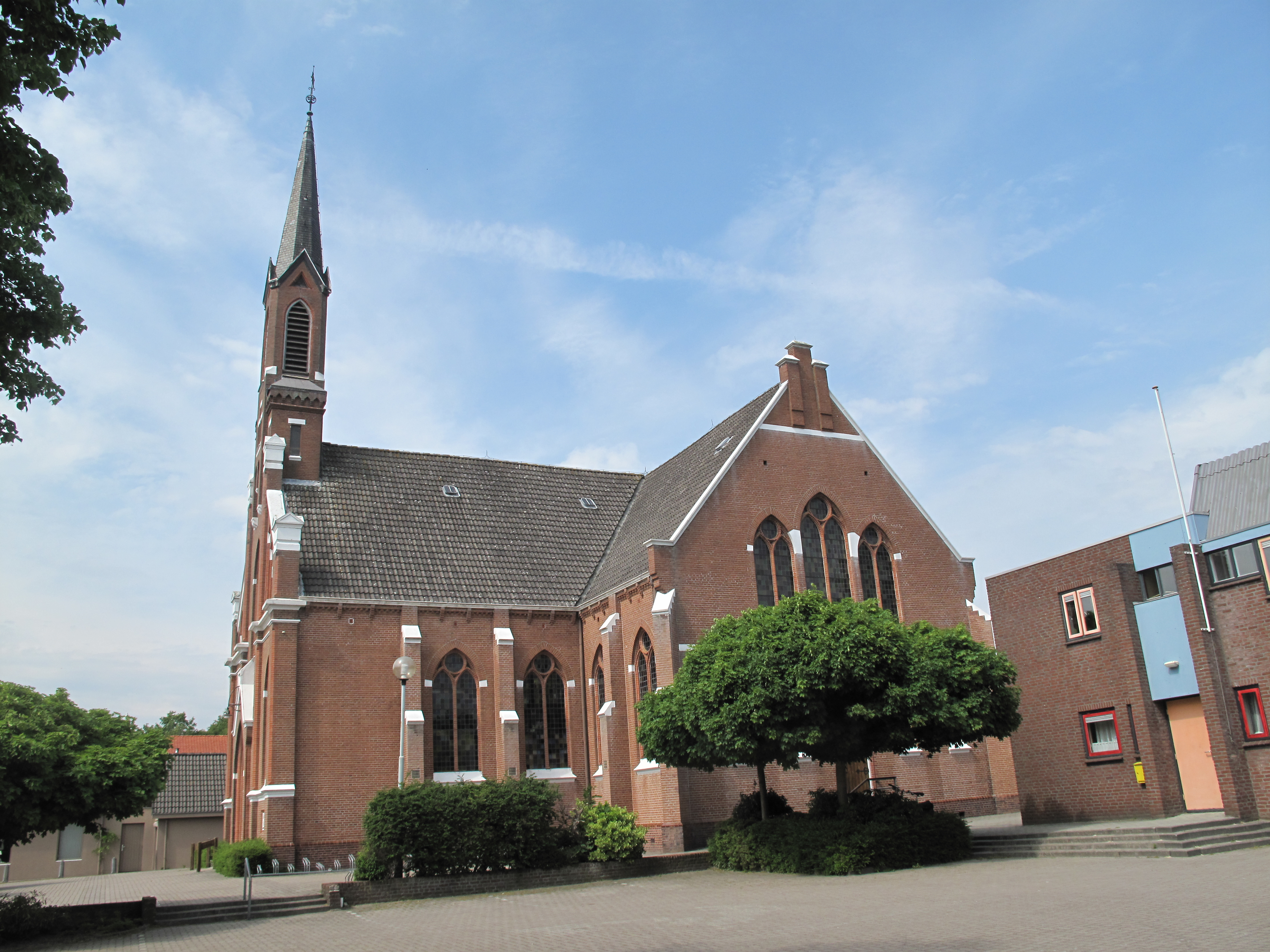
Церква у Стадсканалі
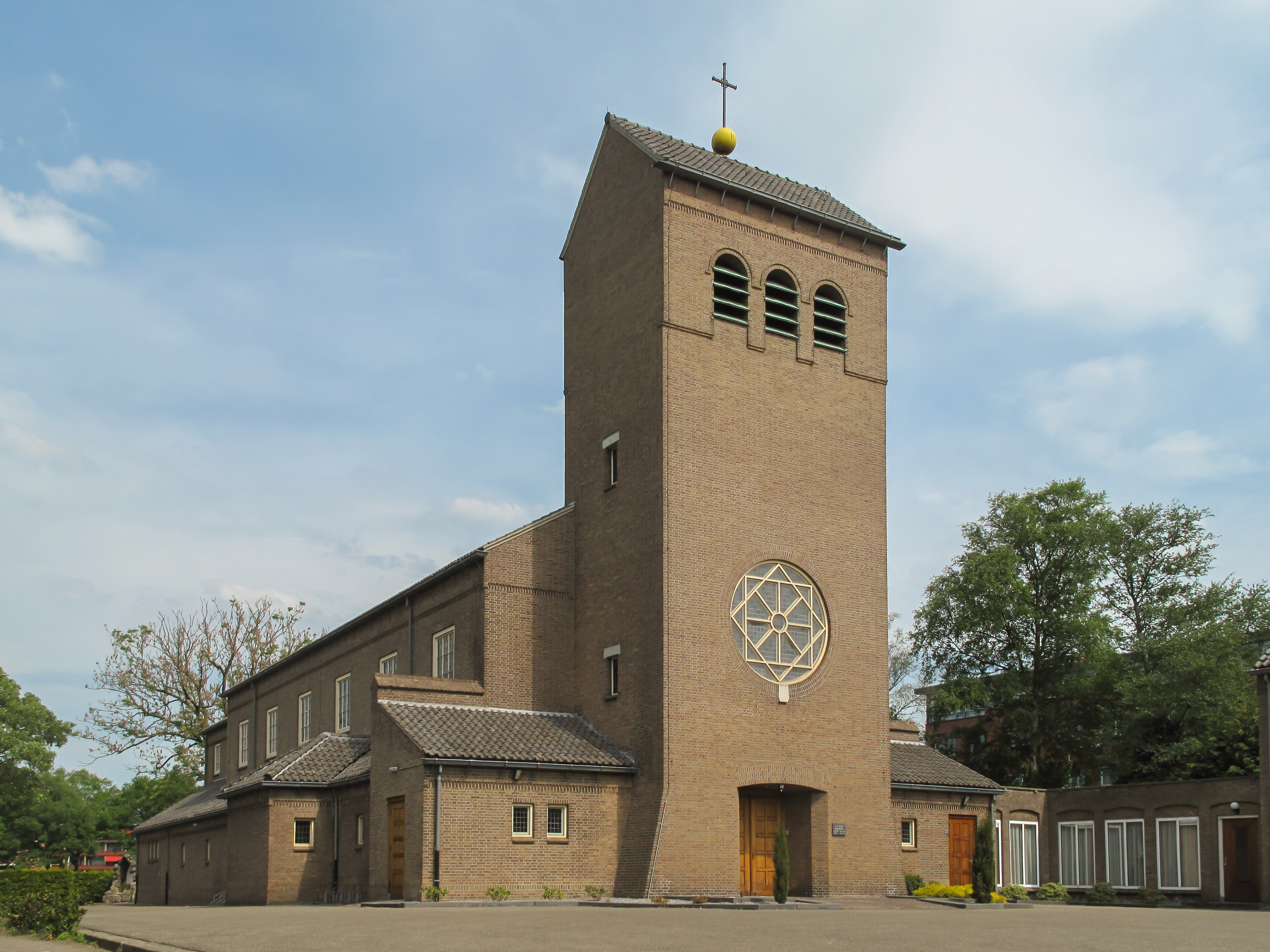
Католицька церква у Стадсканалі
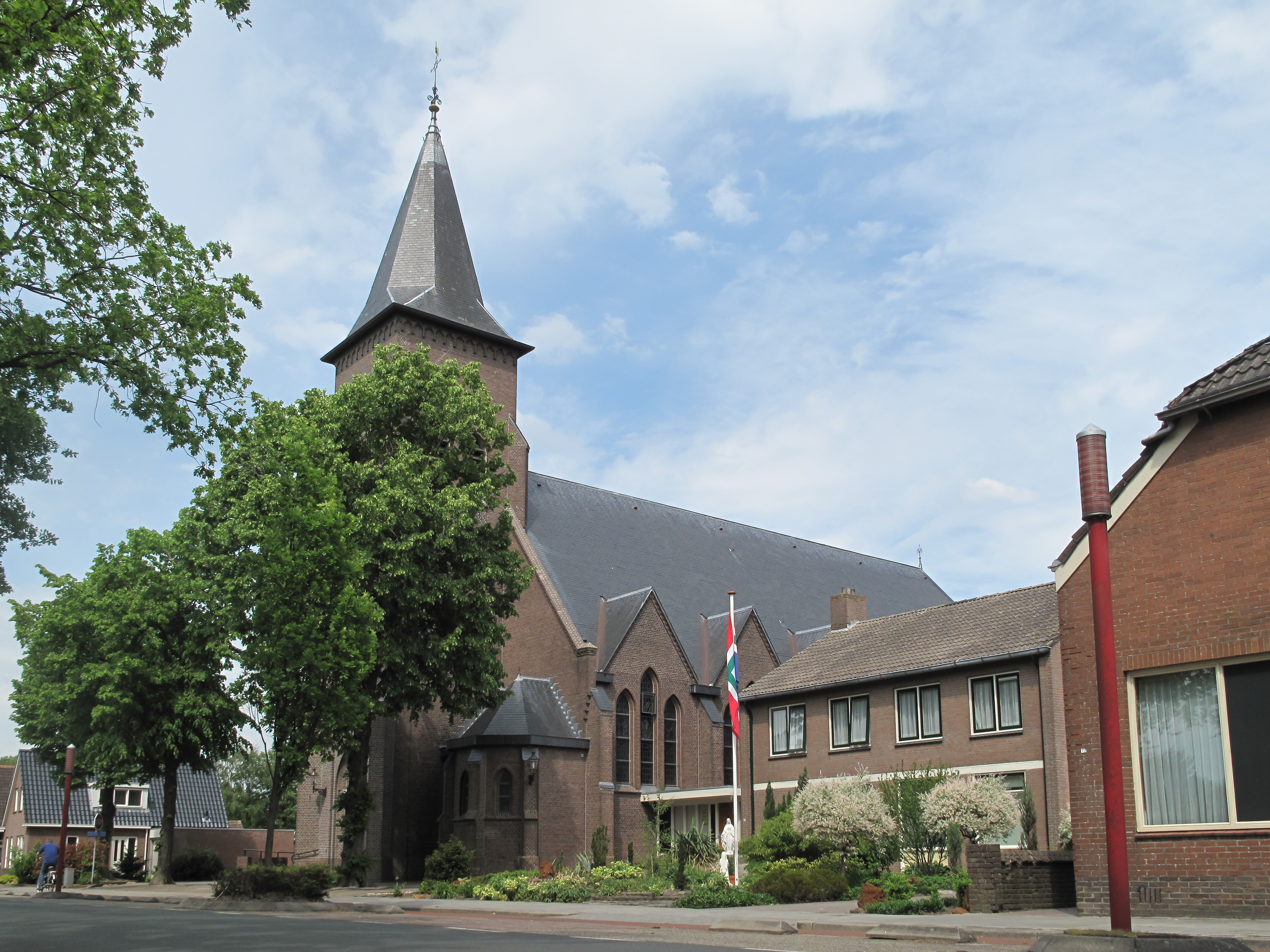
Церква у Мюсселканалі
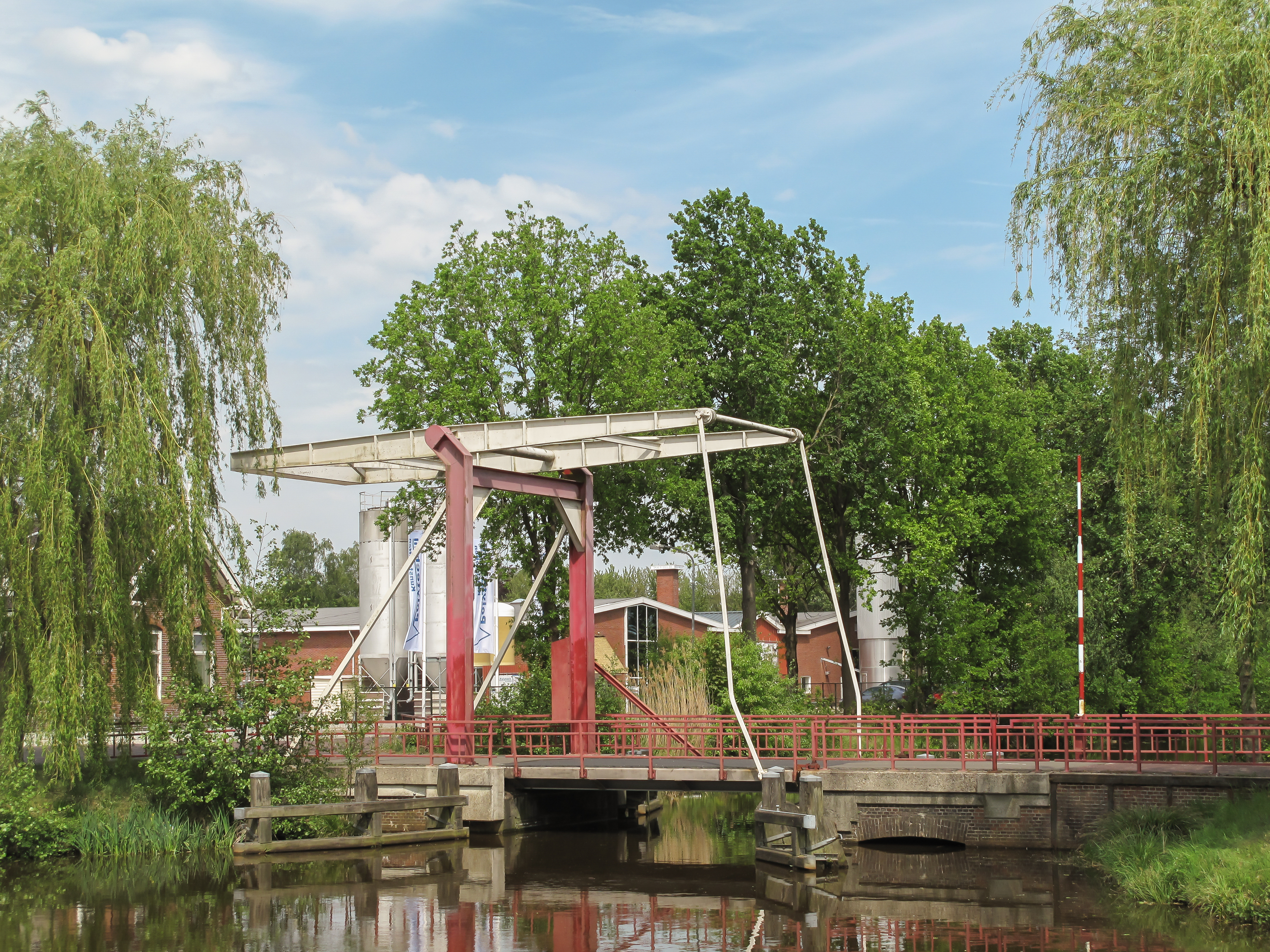
Розвідний міст у Мюсселканалі